# Philippicentrus primitivus
Philippicentrus primitivus är en insektsart som beskrevs av Willemse, C. 1961. Philippicentrus primitivus ingår i släktet Philippicentrus och familjen vårtbitare. Inga underarter finns listade i Catalogue of Life.